# Crônica de um Amor Louco
Crônica de um amor louco é o primeiro dos dois volumes da obra Ereções, ejaculações e exibicionismos, do escritor Charles Bukowski (1920-1994), lançado no Brasil pela L&PM Editores.
Neste volume ele aborda sobre uma jornada pelo universo infernal e onírico do velho e safado personagem Buk. Apresenta algumas de suas características e sobre os seus passeios desvalidos por quartos imundos, em hotéis baratos com seus bares enfumaçados pelas longas loucas noites de "neon". Este livro era dedicado a sua jovem namorada Linda King.
Este primeiro volume leva o título do filme lançado pelo italiano Marco Ferreri. É um dos filmes mais elogiados, no estilo cult-movies, dos anos 80. O filme está baseado nos textos de Bukowski, principalmente no primeiro conto do livro, A mulher mais linda da cidade.
Mesmo com um vocabulário popular, Bukowski consegue ser lírico. Seus contos terminam bruscamente, mas deixam suspenso no ar uma sensação de dignidade e esperança à raça humana.

## Elenco
- Ben Gazzara .... Charles Serking
- Ornella Muti .... Cass
- Susan Tyrrell .... Vera
- Tanya Lopert .... Vicky
- Roy Brocksmith .... Garçon
- Katya Berger .... garota na praia
- Hope Cameron .... Proprietário do hotel
- Judith Drake .... Viúva
- Patrick Hughes .... Fofoqueira
- Wendy Welles .... Fugitiva
- Stratton Leopold .... Editor
- Anthony Pitillo
- Jay Julien
- Peter Jarvis

## Contos do Volume
- "A mulher mais linda da cidade"
- "Kid Foguete no matadouro"
- "A vida num puteiro do Texas"
- "Quinze centímetros"
- "A máquina de foder"
- "O espremedor de culhões"
- "3 mulheres"
- "3 galinhas"
- "Dez punhetas"
- "Doze macacos alados não conseguem trepar sossegados"
- "25 pés-rapados"
- "Dicas de cocheira sem a menor sujeira"
- "Outras dicas de cocheira"
- "Nascimento, vida e morte de um órgão da imprensa alternativa"
- "Vida e morte na enfermaria de indigentes"
- "O dia em que se conversou sobre James Thurber"
- "Todo grande escritor"
- "A sereia que copulava em Veneza, Califórnia"
- "Defeito na bateria"
- "Política é o mesmo que foder cu de gato"
- "Mamãe bunduda"
- "Um lance bacana"
- "Tudo quanto é trepada que se queira dar"
- "Marinheiro de primeira viagem"
- "O diabo em figura de gente"
- "O assassinato de Ramon Vasquez"
- "Parceiro de copo"